# Ctihodný občan
Ctihodný občan je americký thriller natočený v roce 2009. Film režíroval F. Gary Gray, scénář napsal Kurt Wimmer. Film se odehrává ve Philadelphii a vypráví příběh o muži, který se rozhodl vymáhat spravedlnost na vrazích své rodiny a americkém justičním systému. Film měl premiéru 16. října 2009 v Americe.

## Zápletka
Clyde Shelton viděl na vlastní oči znásilnění a vraždu své ženy a malé dcery. Z vraždy jsou obvinění Clarence Darby a Ruper Ames. Díky dovednosti, šikovnosti Darbyho právníka se podaří uzavřít dohodu s prokurátorem Nickem Ricem. Ruper Ames byl odsouzen k trestu smrti, i když téměř neměl podíl na vině a Clerence Darby byl odsouzen za vraždu třetího stupně, ale byl to právě on, který stál za znásilněním a zavražděním Clydovy ženy a dcery.
Clyde se na scénu vrací po deseti letech. Nejprve změnil složení plynů, které mají zabít Ruperta Amese, takže při smrti neskutečně trpěl, následně si odchytil Clerence Darbyho a nemilosrdně ho rozřezal. Z této důkladně promyšlené vraždy si pořídil videonahrávku, kterou odeslal Nickově rodině. A právě tímto Clyde rozehrává svou pomstu justičnímu systému. Clyde byl okamžitě umístěn do vazby, jenže Nickovi se nedaří prokázat mu vinu. Clyde nabídne Nickovi, že se mu dozná, pokud Nick přistoupí na dohodu. Clyde po něm žádá, aby mu přinesli speciální matraci. To Nick odmítne, ale po dohodě s nadřízeným jeho nabídku přijme. Clyde tedy dostane svou postel a Nick doznání. Nick si myslí, že už je pro něj případ uzavřen, ale Clyde pro něj má připravenou další dohodu. Požaduje oběd za život Darbyho právníka, ale oběd chce mít na stole přesně v jednu hodinu. Nick dohodu dodrží, až na čas, kdy Clydovi přinesou oběd. Clyde mu za to dá souřadnice, kde se nachází Darbyho právník. Nick ho ale už nalezne mrtvého. Nick zjistí, že kdyby přinesli Clydovi jídlo včas, tak by stihli Darbyho právníka zachránit. Mezitím Clyde zabije svého spoluvězně, tím se dostane na samotku. Nick požádá soudkyni, aby omezila Clydovi práva. Soudkyně podepíše dokument a přesně po podepsání ji někdo zavolá. Ona zvedne telefon, stačí říct pouze „Halo“ a je zabita explozí svého mobilního telefonu. Clyde poté nabídne Nickovi další dohodu. Chce po něm, aby zrušil všechny obvinění a propustil ho přesně v 6:00, nebo všechny zabije. Na to Nick nepřistoupí. A tak se Clyde rozhodne zabít šest vládních zaměstnanců včetně Nickovy spolupracovnice Sáry. Nickovi se stále nedaří najít žádné spojení mezi všemi vraždami, ani Clydova komplice. Clyde Nickovi oznámí, že se dosud jen zahříval a že mu celý zkorumpovaný justiční systém shodí na hlavu. Rozhodne se tedy zabít jeho dalšího spolupracovníka, tentokrát nadřízeného Jonase. Nick chce odstoupit z funkce, ale starostka Philadelphie ho povýší do Jonasovy funkce. Ve Philadelphii je vyhlášen stav ohrožení. Nickovi pomůže Chester (Sářin přítel), dá mu seznam budov, které Clyde zakoupil. Jedna z nich je poblíž věznice. Nick se do ní vypraví a objeví tam tunel, který je propojený se samotkou. Nick zjistí, že Clydův další cíl má být městská radnice. Vypraví se tam a najdou tam bombu. Nick bombu přemístí do Clydovy cely aniž by si toho Clyde všiml a řekne mu, že pokud bombu odpálí, tak to bude rozhodnutí, se kterým bude muset žít do konce svého života. Clyde bombu aktivuje a pak zjistí, že ji má v cele.

## Hrají
- Jamie Foxx: Nick Rice
- Gerard Butler: Clyde Shelton
- Bruce McGill: Jonas Cantrell
- Colm Meaney: detektiv Dunnigan
- Viola Davisová: April Henry, starostka Philadelphie
- Regina Hallová: Kelly Rice
- Leslie Bibb: Sarah Lowell
- Michael Irby: detektiv Garza
- Gregory Itzin: Warden Inger
- Annie Corley: soudkyně Laura Burch
- Michael Kelly: CIA operativec Bray
- Roger Bart: Brian Bringham
- Christian Stolte:Clarence J. Darby
- Richard Portnow: Bill Reynolds
- Josh Stewart: Rupert Ames